# Omega Geminorum
Omega Geminorum (42 Geminorum) é uma estrela na direção da constelação de Gemini. Possui uma ascensão reta de 07h 02m 24.78s e uma declinação de +24° 12′ 55.6″. Sua magnitude aparente é igual a 5.20. Considerando sua distância de 1655 anos-luz em relação à Terra, sua magnitude absoluta é igual a −3.33. Pertence à classe espectral G5II. É uma estrela variável cefeida.